# Camillo Bregant
Camillo Bregant (Trieste, 24 luglio 1879 – Arnfels, 21 febbraio 1956) è stato un generale austriaco, maggior generale comandante il 5º Reggimento Dragoni Nikolaus I. Kaiser von Rußland, e uno degli ufficiali superiori delle forze armate della Prima repubblica austriaca. Suo fratello maggiore era il generale Eugen Bregant.

## Carriera
Dopo essere stato ammesso col grado di tenente dell'esercito imperiale dalla scuola cadetti di fanteria di Maribor il 18 agosto 1899, Bregant entrò nel 5º Reggimento Dragoni "Nicola I di Russia".
Divenne uno dei proprietari di cavalli da corsa e fantini di maggior successo nella monarchia. In 389 corse conseguì 164 volte il primo posto, 144 volte il secondo e 31 volte il terzo. Nonostante il suo reddito di giovane ufficiale (2400 corone), i suoi successi come cavaliere gli permisero, grazie a premi in denaro per 150.000 corone, un tenore di vita decisamente sopra la media.
Per la sua abilità di cavallerizzo, fu impiegato come istruttore presso l'Istituto militare di addestramento all'equitazione dal 1904 al 1906, e nel 1911 frequentò la scuola ufficiali di Vienna.
La prima guerra mondiale vide Bregant, come capitano e comandante del 4º Squadrone del 5º Reggimento Dragoni, partecipare alle seguenti azioni militari:
- 1914 - battaglia di Leopoli, assedio di Przemyśl, battaglia dei Carpazi e Ungheria.
- 1915 - offensiva di Gorlice-Tarnów in Galizia orientale, a Trieste e sul Dniester.
- 1916 - difesa nell'offensiva Brusilov
- 1917 - fu assegnato al reggimento della 4ª divisione cavalleria sotto il Feldmarschalleutnant Otto Josef Ritter von Berndt, che nel 1909 era già stato suo comandante.
- 1918 - in seguito al trattato di Brest-Litovsk con la Russia sovietica e l'Ucraina, il reggimento fu posto alle frontiere dell'Impero, schierato a Marburg, dove rimase fino al 1920, nella locale caserma di cavalleria.
- 1920 - il 5º reggimento fu sciolto e gli elementi austriaci a marzo furono accasermati a Graz, dove venne formato uno squadrone delle nuove forze armate federali austriache nella grande caserma di cavalleria a Leonhard. Questo squadrone poteva essere di nuovo trasformato, in caso di guerra, in un reggimento.

Bregant tornò a casa dalla guerra decorato con la croce al merito dell'Impero d'Austria con decorazioni di guerra e spade, di II e III Classe (1a cerimonia il 26 gennaio 1915) e con la medaglia d'argento e di bronzo al merito militare "Signum Laudis" con spade sulla fascia e la Karl Truppenkreuz. Nella Prima repubblica austriaca fu decorato con la medaglia commemorativa con le spade d'oro per la partecipazione alla guerra mondiale 1914-1918, con la medaglia d'argento al merito della Prima repubblica e con la Croce di Cavaliere.
Divenuto maggiore il 1º novembre 1918, dopo 21,5 anni di servizio nell'esercito imperiale, entrò nell'esercito della nuova repubblica. Dal 1922, gli fu affidato il comando del 5º Reggimento Dragoni, probabilmente per ragioni di costo nato come squadrone rinforzato. Nel 1929 fu nominato ispettore di cavalleria e comandante della caserma di cavalleria di Graz Promosso maggior generale nel 1932, fu messo nel 1934 in congedo temporaneo (in quanto ritenuto politicamente inaffidabile perché «notoriamente fedele all'imperatore»). Dall'esercito tedesco era elencato come maggior generale "z.V." (a disposizione).
Dopo la seconda guerra mondiale, in congedo, Bregant, divenuto proprietario di cantina, fu presidente del Campagnereiter-Gesellschaft Landesgruppe Steiermark (Sezione territoriale della società dei cavalieri di campagna - Stiria) e in seguito lavorò come mentore del più vittorioso cavaliere e pentatleta militare austriaco, il colonnello Peter Lichtner-Hoyer.
Dal 1920 al 1956, visse prima con la famiglia a Graz, prima nel Leechgasse e dal 1928 nel Schumanngasse 27, nel distretto di Leonhard, più vicino alla grande caserma di cavalleria della città.
Il 21 febbraio 1956 morì durante un viaggio in autobus a Arnfels, nel sud della Stiria.

## Aneddoti
- Nel dicembre 1914 l'ex maestro d'equitazione Bregant riprese di persona le esercitazioni sul campo.

- Nel settembre 1915 il capitano Bregant ebbe durante un viaggio a Trieste un'avventura sgradevole. Nella notte buia - Trieste era completamente oscurata a causa delle incursioni aeree - cadde in un profondo canale con un alto muraglione, da cui non riusciva a liberarsi. Per caso un passante ottenne l'aiuto da una locanda nelle vicinanze, e legati insieme tovaglie, riuscì a liberarlo dalla sua condizione e salvarlo dalla morte per esaurimento.[9]